# Christian Brandstrup
Christian Brandstrup (født 8. juni 1859 i Tranekær, død 11. januar 1937 i Tåstrup) var en dansk arkitekt. Han var bror til billedhugger Ludvig Brandstrup.
Brandstrup var søn af skolelærer Lauritz Christian Frederik Michael Brandstrup og Johanne Christine Fenger. Han tog præliminæreksamen fra Sorø Akademi 1876, var elev på Teknisk Skole og blev tømrersvend 1880. Han blev optaget på Kunstakademiet i København i almindelig forberedelsesklasse oktober 1881 og tog afgang som arkitekt maj 1896. Især Martin Borch var en betydningsfuld lærer for Brandstrup, der i studietiden agerede konduktør for stadsarkitekt Ludvig Fenger ved bl.a. Hellig Kors Skole og ombygningen af Københavns civile Arresthus.
Han var tømrermester i Maribo 1885-91, ansat på Stadsarkitektens kontor i København 1901, afdelingsarkitekt sammesteds 1904-29, medlem af bestyrelsen for Teknisk Skole, Tåstrup, samt repræsentant i Tåstrup for Foreningen til Gamle Bygningers Bevaring.
Da han var embedsarkitekt, har Brandstrup ikke udført meget privat byggeri, men hans tjenesteboliger for DSB udført sammen med Holger Rasmussen kan fremhæves som en klar og velproportioneret æstetisk materialisering af tidens Bedre Byggeskik-idealer.
Brandstrup udstillede på Raadhusudstillingen i København 1901, Charlottenborg Forårsudstilling 1903 og Landsudstillingen i Århus 1909. I studietiden tog han som tømrersvend til Wien, Beograd, Istanbul, Luzern og Antwerpen i 1½ år; derefter London, Paris og 4 måneder i Italien 1897 og 3 måneder i Italien 1904. Dette blev bl.a. finansieret af Akademiets stipendium 1897, K.A. Larssens legat 1897 og 1904. Han var repræsentant for Københavns Kommune ved udenlandske kongresser. 
Han ægtede 7. november 1889 i Kerteminde Eline Johanne Kruuse (27. juli 1863 i Slesvig by – 11. juli 1952), datter af adjunkt, senere godsforvalter på Lundsgård Jørgen Hermann Kruuse og Else Kirstine Erdmann Holst. Brandstrup er begravet i Tåstrup. Deres søn Ludvig Johannes Brandstrup (20. august 1892 på Frederiksberg – 27. juni 1949 i København) blev skuespiller og revyforfatter.

## Værker
- Handelsskole, Østergade 29, Maribo (1887-88)
- Villa i Espergærde for grosserer J.F. Fenger (1896)
- Børnehjem, Ourø (1900)
- Løveapotekets bygning, Amagertorv, København (1908, sammen med Victor Nyebølle)
- Sparekasse og postkontor, Neksø (1908)
- Maribo Borgerskole (1910)
- Elektricitetsværk, Maribo (1911)
- Tjenesteboliger for DSB, især ved Kystbanen (1910-13, sammen med Holger Rasmussen, enkelte fredede)
- Villaer, Bolbrovej 22, 39, 41 i Rungsted
- Villa, Kastanievej 1, Rungsted
- Villa, Bjerregårds Sidevej 4, Valby for broderen, billedhugger Ludvig Brandstrup
- Præstegårde i Rynkeby og Blovstrød
- Beboelsesejendomme i København og villaer, navnlig i Tåstrup

### Skriftlige arbejder
- Artikler i dags- og fagpresse, Politiken 26.10.1905 (om arbejderboliger) og 26.1.1907 (kronik)